# Buchauer Sattel
Buchauer Sattel är ett bergspass i Österrike. Det ligger i distriktet Liezen och förbundslandet Steiermark, i den centrala delen av landet. Buchauer Sattel ligger 861 meter över havet.
Över Buchauer Sattel går vägen mellan Weng im Gesäuse och Oberreith.
I omgivningarna runt Buchauer Sattel växer i huvudsak blandskog och kring regionens samhällen förekommer kulturlandskap.